# Odocoileus peruvianus
El venado de cola blanca peruano, luicho o venado gris (Odocoileus peruvianus) es un cérvido que habita en el centro-oeste de Sudamérica.

## Distribución
Esta especie se distribuye en el centro-oeste de América del Sur, con una geonemia que cubre buena parte del Perú (excluyendo la región amazónica) y el oeste de Bolivia. Habita en los biomas conocidos como: bosque seco ecuatorial, serranía esteparia, páramo, Puna y yungas.
En la cuenca del río Apurímac este cérvido fue citado de dos localidades: Velavelayoc (departamento de Apurímac) y Yanamonte (departamento de Ayacucho). En ambos dominan dos ecosistemas de suelo pedregoso y en pendiente: uno es el ambiente de bosque montano húmedo, con arbolitos de entre 4 y 5 m, cubiertos de plantas epífitas, como bromeliáceas, helechos, musgos y líquenes. El otro es el del matorral arbustivo, compuesto por arbustos  espinosos, chusqueas, y algunos arbustos grandes y árboles de hasta 10 m de altura. Se encuentran chacras de cultivo de calabazas, maíz, etc.
Esta especie no está restringida a la alta montaña, pues en los andes centrales del Perú, su distribución baja por la vertiente del Pacífico desde la puna hacia la costa, acompañando la continuidad de vegetación abierta, adecuada para este cérvido.
Presenta poblaciones en numerosas áreas bajo protección, por ejemplo en los parques nacionales de: Cerros de Amotape (en Tumbes y Piura ), Cutervo (en Cajamarca ), Huascarán (en Ancash ), Manu (en Cusco y Madre de Dios ), Tingo María (en Huánuco ), Yanachaga Chermillén (en Pasco ). También se encuentra en reservas nacionales, como las de Calipuy (en La Libertad ), Lachay (en Departamento de Lima ), Salinas y Aguada Blanca (en Arequipa ); además habita en el santuario histórico Machu Pichu (en Cuzco ).

## Taxonomía
Este taxón fue descrito originalmente en el año 1874 por el zoólogo británico John Edward Gray.
Algunos aurores la consideraron un sinónimo de Odocoileus virginianus cariacou.
Durante décadas fue considerado sólo una subespecie del venado de cola blanca común (Odocoileus virginianus), es decir: Odocoileus virginianus peruvianus, hasta que en el año 1999 se la elevó a la categoría de especie plena, en razón de los resultados de un estudio basado en análisis morfométricos.
Localidad tipo
La localidad tipo es: “Ceuchupate, Perú”.
Etimología
Etimológicamente, el término específico peruvianus hace alusión al país del cual era originario el ejemplar tipo: Perú.

## Características y costumbres
Es un animal de hábitos huidizos, terrestres y crepusculares. Recorre, solo en pareja o pequeños grupos, en búsqueda de vegetación tierna, intentando pasar desapercibido de sus predadores. Es un rumiante con una dieta herbívora y frugívora; consume brotes, hojas, frutos y semillas.
Frente a una amenaza, emprende la huida; en la carrera mantiene la cola levantada (la cual es blanca por debajo) para que el destello blanco actúe como una señal visual de peligro para otros miembros de su grupo, si bien en este taxón es más corta, y elevada expone menos blanco, comparándola con la de los venados de cola blanca norteamericanos.
Se comunica sexualmente y marca su territorio mediante la orina y con el frotado de objetos con alguna de sus varias glándulas odoríferas: preorbitales (junto a sus ojos), tarsales e interdigitales (en sus patas) y las situadas en las bases de su cornamenta. La glándula metatarsal —presente en los venados de cola blanca norteamericanos— en este taxón posee un escaso o nulo desarrollo.
Ambos sexos poseen el mismo pelaje todo el año, es decir, no presentan cambio estacional. El macho es el único que presenta cornamenta, la cual es ramificada, siendo renovada todos los años. Al entrar las hembras al estro, los machos se enfrentan en combates entre sí para tener el derecho a montarlas. El ganador podrá copular con cuantas hembras le sea posible. Luego de una gestación que dura unos 7 meses, la hembra pare una sola cría, la que muestra una librea compuesta por un salpicado blanco en el pelaje dorsal, el que va desapareciendo con el correr de los meses.